# Bonaventúra
A Bonaventúra latin eredetű férfinév, jelentése: jó jövendő.

## Gyakorisága
Az 1990-es években szórványos név, a 2000-es években nem szerepel a 100 leggyakoribb férfinév között.

## Névnapok
- július 15.[2]

## Híres Bonaventúrák
- Szent Bonaventura